# Nadia Cortassa
Nadia Cortassa (Turijn, 5 januari 1978) is een Italiaanse triatlete. Ze nam eenmaal deel aan de Olympische Spelen, maar won hierbij geen medailles.
Vanaf 1998 houdt ze zich bezig met triatlons. Ze nam deel aan de Olympische Spelen van 2004 in Athene en finishte op een vijfde plaats in een tijd van 2:05.45,35.
Ze in Turijn en is aangesloten bij Silca Ultralite.

## Titels
- Italiaans kampioene triatlon - 2001, 2002, 2003

## Palmares

### triatlon
- 2001: 13e EK olympische afstand in Karlovy Vary - 2:25.21
- 2001: 8e EK olympische afstand in Győr - 2:00.02
- 2003:  ITU wereldbekerwedstrijd in Tiszaujvaros
- 2003:  EK olympische afstand in Karlovy Vary - 2:10.31
- 2003: 7e WK olympische afstand in Queenstown - 2:09.26
- 2004: 5e Olympische Spelen in Athene - 2:05.45,35
- 2004: 8e ITU wereldbekerwedstrijd in Cancún
- 2004: 6e ITU wereldbekerwedstrijd in Madrid
- 2005:  EK olympische afstand in Lausanne - 2:09.02
- 2006:  EK olympische afstand in Autun - 2:11.54
- 2006: 5e WK olympische afstand in Lausanne - 2:05.28
- 2008:  EK olympische afstand in Lissabon - 2:06.24